# Licario
Licario, numit de greci Ikarios (în greacă: Ἰκάριος), (n. secolul al XIII-lea, Karistos, Grecia Centrală, Grecia – , Istanbul, Turcia) a fost un amiral bizantin de origine italiană din secolul al XIII-lea. A intrat în serviciu în timpul lui Mihail al VIII-lea Paleologul (domnie 1259–1282) și a recucerit multe din insulele din Marea Egee în anii 1270 (ca de exemplu majoritatea insulelor din Ducatul Arhipelagului, cu excepția insulelor Naxos și Paros). Pentru serviciile sale a primit de la împărat insula Euboea ca fief și a fost primul străin căruia i s-a acordat titlurile de megas konostaulos și megas doux.